# Elezioni statali in Meclemburgo-Pomerania Anteriore del 2021
Le elezioni statali in Meclemburgo-Pomerania Anteriore del 2021 si sono tenute il 26 settembre e hanno visto il rinnovo dei membri del Landtag del Meclemburgo-Pomerania Anteriore. Il governo uscente era composto da una coalizione tra SPD e CDU.

## Sistema elettorale
Il Landtag è eletto tramite un sistema misto. 36 membri sono eletti in collegi uninominali con il maggioritario (mandati diretti) e 35 vengono eletti tramite un sistema proporzionale di compensazione. Gli elettori hanno due voti: il primo per eleggere i mandati diretti, mentre il secondo per votare le liste dei partiti, da cui derivano i parlamentari eletti proporzionalmente. La dimensione minima del Landtag è di 71 membri, ma si possono anche aggiungere seggi come correttivi proporzionali del maggioritario. Infine, è presente una soglia di sbarramento del 5%: i partiti che non la superano non possono ottenere seggi.

## Quadro politico

### Partiti con rappresentanza parlamentare prima delle elezioni
| Nome | Nome  | Nome                                                                                | Ideologia                 | Risultati del 2016 | Risultati del 2016 |
| Nome | Nome  | Nome                                                                                | Ideologia                 | %                  | Seggi              |
| ---- | ----- | ----------------------------------------------------------------------------------- | ------------------------- | ------------------ | ------------------ |
|      | SPD   | Partito Socialdemocratico di Germania Sozialdemokratische Partei Deutschlands       | Socialdemocrazia          | 30,6%              | 26 / 71            |
|      | AfD   | Alternativa per la Germania Alternative für Deutschland                             | Populismo di destra       | 20,8%              | 18 / 71            |
|      | CDU   | Unione Cristiano-Democratica di Germania Cristlich Demokratische Union Deutschlands | Cristianesimo democratico | 18,0%              | 16 / 71            |
|      | Linke | La Sinistra Die Linke                                                               | Socialismo democratico    | 13,2%              | 11 / 71            |

### Altri partiti
- Alleanza 90/I Verdi
- Partito Liberale Democratico

### Sondaggi
| Data                 | Campione | SPD | AfD | CDU  | Linke | Grüne | FDP | Vantaggio | Fonte |
| -------------------- | -------- | --- | --- | ---- | ----- | ----- | --- | --------- | ----- |
| 20-24 settembre 2021 | 1 058    | 40  | 17  | 13   | 11    | 7     | 5   | 23        |       |
| 18-23 settembre 2021 | 1 004    | 40  | 16  | 13,5 | 10    | 6     | 5   | 24        |       |
| 20-22 settembre 2021 | 1 015    | 39  | 16  | 14   | 11    | 7     | 5.5 | 23        |       |
| 13-16 settembre 2021 | 1 028    | 38  | 17  | 15   | 11    | 6     | 6   | 21        |       |
| 10-16 settembre 2021 | 1 064    | 40  | 18  | 12   | 11    | 7     | 6   | 22        |       |
| 13-15 settembre 2021 | 1 533    | 40  | 15  | 15   | 10    | 6     | 5   | 25        |       |
| 4-9 settembre 2021   | 994      | 39  | 18  | 13   | 11    | 5,5   | 6   | 21        |       |
| 2-7 settembre 2021   | 1 153    | 39  | 17  | 14   | 10    | 6     | 7   | 22        |       |

## Risultati
| Partito                                                                     | Partito                                        | Maggioritario | Maggioritario | Maggioritario | Maggioritario | Proporzionale | Proporzionale | Proporzionale | Proporzionale | Seggi totali | +/-     |
| Partito                                                                     | Partito                                        | Voti          | %             | +/-           | Seggi         | Voti          | %             | +/-           | Seggi         | Seggi totali | +/-     |
| --------------------------------------------------------------------------- | ---------------------------------------------- | ------------- | ------------- | ------------- | ------------- | ------------- | ------------- | ------------- | ------------- | ------------ | ------- |
|                                                                             | Partito Socialdemocratico di Germania (SPD)    | 313 224       | 34,41         | 4,99          | 34            | 361 769       | 39,59         | 9,03          | 0             | 34           | 8       |
|                                                                             | Alternative für Deutschland (AfD)              | 163 962       | 18,01         | 3,88          | 1             | 152 775       | 16,72         | 4,10          | 13            | 14           | 4       |
|                                                                             | Unione Cristiano-Democratica di Germania (CDU) | 157 403       | 17,29         | 4,50          | 1             | 121 583       | 13,30         | 5,68          | 11            | 12           | 4       |
|                                                                             | Die Linke (Linke)                              | 106 189       | 11,67         | 3,20          | -             | 90 881        | 9,94          | 3,23          | 9             | 9            | 2       |
|                                                                             | Alleanza 90/I Verdi (Grüne)                    | 59 544        | 6,54          | 1,73          | -             | 57 554        | 6,30          | 1,48          | 5             | 5            | 5       |
|                                                                             | Partito Liberale Democratico (FDP)             | 56 951        | 6,26          | 2,91          | -             | 52 963        | 5,80          | 2,75          | 5             | 5            | 5       |
|                                                                             |                                                |               |               |               |               |               |               |               |               |              |         |
|                                                                             | Altri                                          | 49 088        | 5,72          | 1,00          | -             | 76 338        | 8,35          | 2,03          | -             | -            | Stabile |
| Totale                                                                      | Totale                                         | 910 169       | 100,00        |               | 36            | 913 863       | 100,00        |               | 43            | 79           |         |
| https://wahlen.mvnet.de/dateien/ergebnisse.2021/landtagswahl/html/l_99.html |                                                |               |               |               |               |               |               |               |               |              |         |

## Conseguenze del voto

### Differenze con le precedenti elezioni
Il Partito Socialdemocratico di Germania si è classificato come primo partito, guadagnando consenso e 8 seggi rispetto alle precedenti elezioni. Esso è seguito da Alternative für Deutschland che, come l'Unione Cristiano-Democratica di Germania e Die Linke, perde consenso e seggi. Invece, l'Alleanza 90/I Verdi ed il Partito Liberale Democratico guadagnano i voti necessari per entrare nel Landtag, visto che nel 2016 non avevano superato la soglia del 5%.

### Formazione di un governo
In seguito alle elezioni, Manuela Schwesig (SPD) mantiene il ruolo di ministro presidente del Meclemburgo-Pomerania Anteriore, cambiando però la coalizione: mentre nel 2016-2021 il governo era composto da SPD-CDU, attualmente il partner dei socialdemocratici è Die Linke.